# 黑山地理

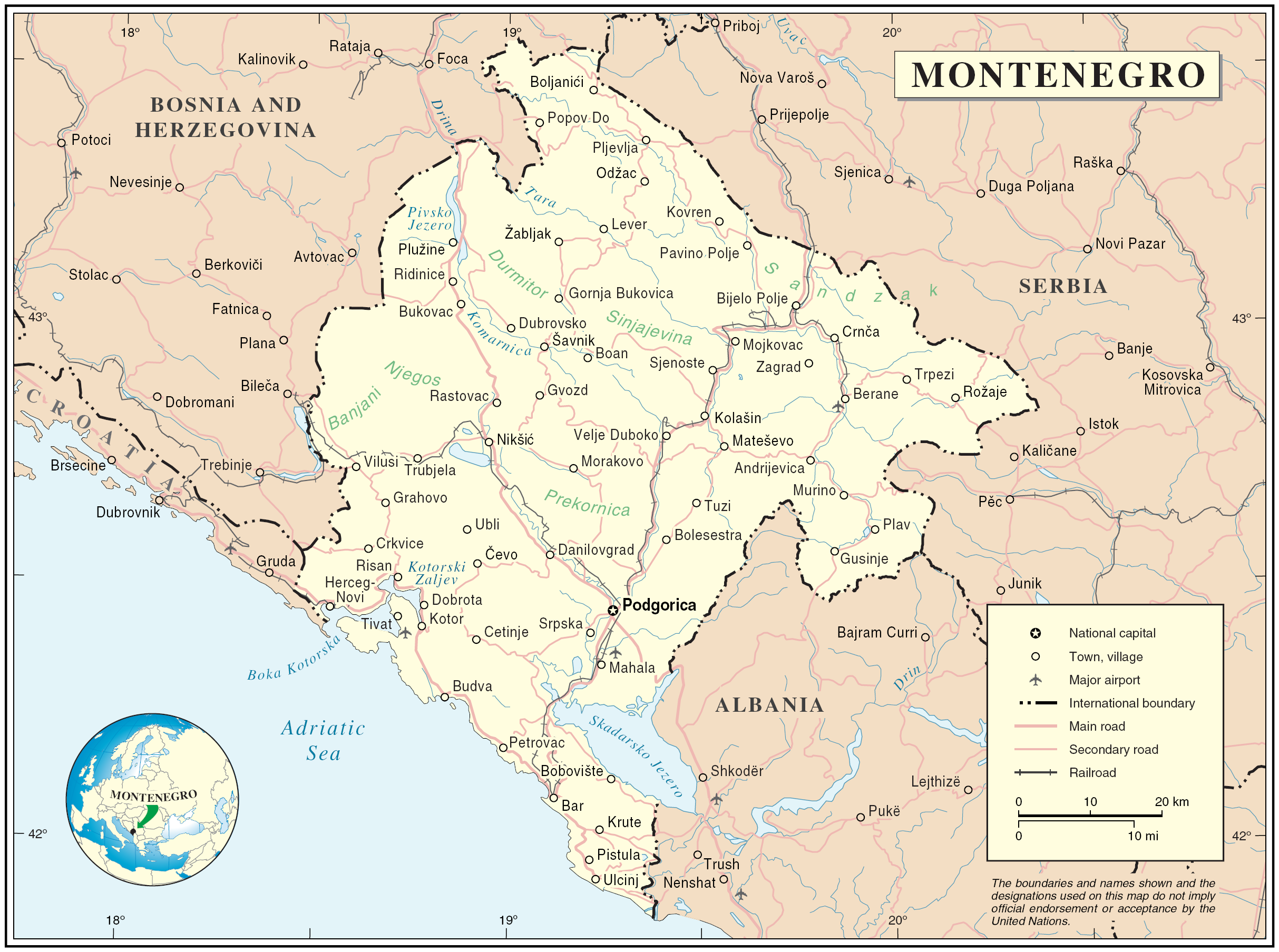
黑山地图

黑山，位于欧洲巴尔干半岛，陆上与克罗地亚、波黑、塞尔维亚、阿尔巴尼亚接壤，南邻亚得里亚海。

## 地貌
黑山面积1.38万平方公里，其中陆地面积13,812 km²，水域面积214 km²。境内多山地丘陵，喀斯特地貌广布；只有沿海地区为狭长的平原。海岸线总长度293公里。博博托夫库克山位于中北部，为境内第一高峰，海拔2522米。科托尔湾为欧洲最南的峡湾。

### 河流
主要河流有皮卡河、塔拉河、利姆河、莫拉察河、泽塔河等。

## 气候
黑山主要为温带大陆性气候，沿海地区则为地中海式气候。